# Typical
"Typical" (en español Típica) es una canción de la cantante, actriz y compositora estadounidense Raven-Symoné, grabada su tercer álbum de estudio This Is My Time.

## Información
La canción fue escrita por Raven-Symoné, a lado del cantante, compositor, productor y guitarrista estadounidense Robbie Nevil y del compositor y productor canadiense Matthew Gerrard, y producida por este último.

## Premios
Teen Music International Brazil
- Mejor vocal de soul femenina — Ganó

## Créditos y personal
- Compositores: Raven-Symoné, Matthew Gerrard, Robbie Nevil.[6]
- Productor: Matthew Gerrard.[6]
- Mezcla: Krish Sharma.[6]